# Fissidens subpulchellus
Fissidens subpulchellus är en bladmossart som beskrevs av Norkett in Gangulee 1971. Fissidens subpulchellus ingår i släktet fickmossor, och familjen Fissidentaceae. Inga underarter finns listade i Catalogue of Life.